# Phymata crassipes
De randroofwants (Phymata crassipes) is een wants uit de familie roofwantsen (Reduviidae).

## Uiterlijk
Het mannetje is aan de bovenkant donkerbruin, deels zwart, het vrouwtjes is lichter bruin. De voorpoten van de randroofwants zijn sterk ontwikkeld, waardoor hij je aan een bidsprinkhaan doet denken. Hij is goed te herkennen aan de sterk verbrede rand van het abdomen (Connexivum), die omhoog is gebogen. De lengte is 7,1 – 8,8 mm.
In Zuid-Europa komt de erop lijkende Phymata monstrosa  voor.

## Verspreiding en habitat
De randroofwants wordt aangetroffen in Europa met uitzondering van het noordwesten, Noord-Afrika en Azië. Hij is sinds 1890 niet meer waargenomen in Nederland. In België wordt hij wel waargenomen. Hij heeft een voorkeur voor droge leefgebieden met voldoende zonlicht. Geschikte leefgebieden zijn kalkrijke graslanden, rotsachtige heidegebieden, zuidelijke hellingen en bosranden..

## Leefwijze
Het is een traag bewegende wants, die zijn prooi opwacht en dan heel snel met zijn voorpoten vastpakt. Bij gevaar houdt hij zich dood, zodat hij op een verdord blad lijkt. De volwassen wants overwintert. De nieuwe volwassen generatie verschijnt in juli.